# Indigofera antunesiana
Indigofera antunesiana är en ärtväxtart som beskrevs av Hermann August Theodor Harms. Indigofera antunesiana ingår i släktet indigosläktet, och familjen ärtväxter. Inga underarter finns listade i Catalogue of Life.